# 関東学院小学校
関東学院小学校（かんとうがくいんしょうがっこう）は、神奈川県横浜市南区三春台にある私立小学校。

## 沿革
- 1884年 - 横浜山手64番に横浜バプテスト神学校創立。校長はA.A.ベンネット。
- 1895年 - 東京築地居留地42番に東京中学院創立。院長は渡瀬寅次郎。
- 1889年 - 東京中学院が東京牛込区市谷左内町29番地に移転し、校名を東京学院中等科と改称する。
- 1919年 - 中学関東学院の設立が認可される。
- 1927年 - 財団法人関東学院を組織。中学関東学院は、関東学院中学部となる。
- 1946年 - 横浜大空襲による被害のため、六浦に移転。
- 1947年 - 新制関東学院中学校設立。
- 1948年 - 新制関東学院高等学校設立。
- 1949年 - 金沢区六浦校地に関東学院小学校開校。
- 1952年 - 南区三春台に小学校を設置。六浦校地の小学校は関東学院六浦小学校に改称。

## クラブ活動
- バスケットボールクラブ
- 野外スポーツクラブ
- 伝統ゲームクラブ
- ピンポンクラブ
- インドアスポーツクラブ
- サバイバルクラブ
- 模型クラブ
- 競走クラブ
- おばあちゃんの家庭科クラブ
- 科学実験クラブ
- 美術クラブ

## 進路
小学校卒業後、卒業生が同じ三春台校地内の関東学院中学校高等学校に進学する。また、関東学院中学校高等学校以外の私立中学校に進学する学生も若干名存在している。これはよりレベルの高い中学校を志望し、そこに受験して合格し、進学するというケースである。

## 服装
私立小学校としては珍しく制服はない。なお通学帽は制定されており、登下校時に着用する。

## 関連校
- 関東学院大学
- 関東学院六浦中学校・高等学校
- 関東学院中学校高等学校
- 関東学院六浦小学校
- 関東学院六浦こども園
- 関東学院のびのびのば園